# Riu Des Moines
El Des Moines és un riu del curs superior del Mississipi a l'Oest Mitjà dels Estats Units. Té una llargària de 845 km i és el riu més gran de l'estat d'Iowa. Entra a l'estat de Minnesota i torna a Iowa circulant de nord-oest a sud-est, passant prop de la ciutat de Des Moines, capital que porta el nom del riu, al centre de l'estat. El riu continua fluint en direcció sud-est desembocant directament al riu Mississipi.
El riu Des Moines neix de dues branques. El West Fork (la branca principal) que flueix del Lake Shetek al comtat de Murray al sud-oest de Minnesota i transcorre pel sud-est del comtat d'Emmet (Iowa), passant per Estherville. L'East Fork (branca oriental) neix del Okamanpeedan Lake al nord del comtat d'Emmet a la frontera entre Iowa i Minnesota i flueix cap al sud, a través d'Algona.
Les dues branques s'uneixen al sud del comtat de Humboldt, a uns 8 km al sud de Humboldt al Frank Gotch State Park. El corrent flueix en direcció sud a través de Fort Dodge. Al sud de Boone passa pel parc estatal de Ledges. Segueix pel centre de Des Moines i després gira cap al sud-est, travessant Ottumwa. El riu fa límit fronterer en un tram de 32 km entre Iowa i Missouri abans d'unir-se al Mississipi a Keokuk.
Com a afluents importants rep el riu Boone a uns 32 km al sud-oest de Fort Dodge i el riu Raccoon que aflueix a l'oest de la ciutat de Des Moines.
Aigües amunt de la ciutat de Des Moines hi ha Saylorville Lake. Entre Saylorville i Ottumwa, prop de Pella, hi ha l'embassament de Red Rock.
El riu Des Moines és fronterer entre els estats d'Iowa i Missouri, en un curt tram, al comtat de Lee per on hi circula l'Autopista of the Saints des de St. Paul, (Minnesota), fins a St. Louis (Missouri). L'autopista rep el nom de Ruta 27 tant a Iowa com a Missouri, i es va completar a principis del segle XXI.

## Història
El riu Des Moines va ser la principal ruta de comerç de la zona fins a finals de la Guerra Civil quan fou substituït gradualment pel transport ferroviari. L'any 1958 es va autoritzar la construcció dels embassaments de Red Rock i Saylorville per controlar les possibles inundacions.